# جيرو كاواساكي
جيرو كاواساكي (باليابانية: 川崎二郎؛ بالكانا: かわさき じろう) هو سياسي ياباني، ولد في 15 نوفمبر 1947 في إغا في اليابان. نشط حزبياً في الحزب الليبرالي الديمقراطي الياباني. في الانتخابات العامة اليابانية 2017، انتخب عضو مجلس النواب من اليابان عن دائرة Tōkai proportional representation block ‏ وقد انضم خلال فترته النيابية ‏ (22 أكتوبر 2017 – )  للكتلة البرلمانية الحزب الليبرالي الديمقراطي الياباني وانتخب عضو مجلس النواب من اليابان عن دائرة Mie 1st district ‏ وقد انضم خلال فترته النيابية ‏  للكتلة البرلمانية الحزب الليبرالي الديمقراطي الياباني وانتخب Minister of Health, Labour and Welfare ‏ (31 أكتوبر 2005 – 26 سبتمبر 2006).

## وصلات خارجية
- الموقع الرسمي